# Grattersdorf
Grattersdorf è un comune tedesco di 1 400 abitanti (2006), situato nel land della Baviera.